# Petriskål
En Petriskål er en lav, rund skål af enten glas eller plastik, der bruges til at studere mikrobiologisk cellekultur; det være sig fra dyr, planter, bakterier eller svampe. Skålen blev opfundet af Julius Richard Petri i 1877, mens han arbejdede som assistent for Robert Koch.